# Beriya Birta
Beriya Birta – gaun wikas samiti w środkowej części Nepalu w strefie Narajani w dystrykcie Parsa. Według nepalskiego spisu powszechnego z 2001 roku liczył on 613 gospodarstw domowych i 4050 mieszkańców (1996 kobiet i 2054 mężczyzn).